# ペヌコンダ

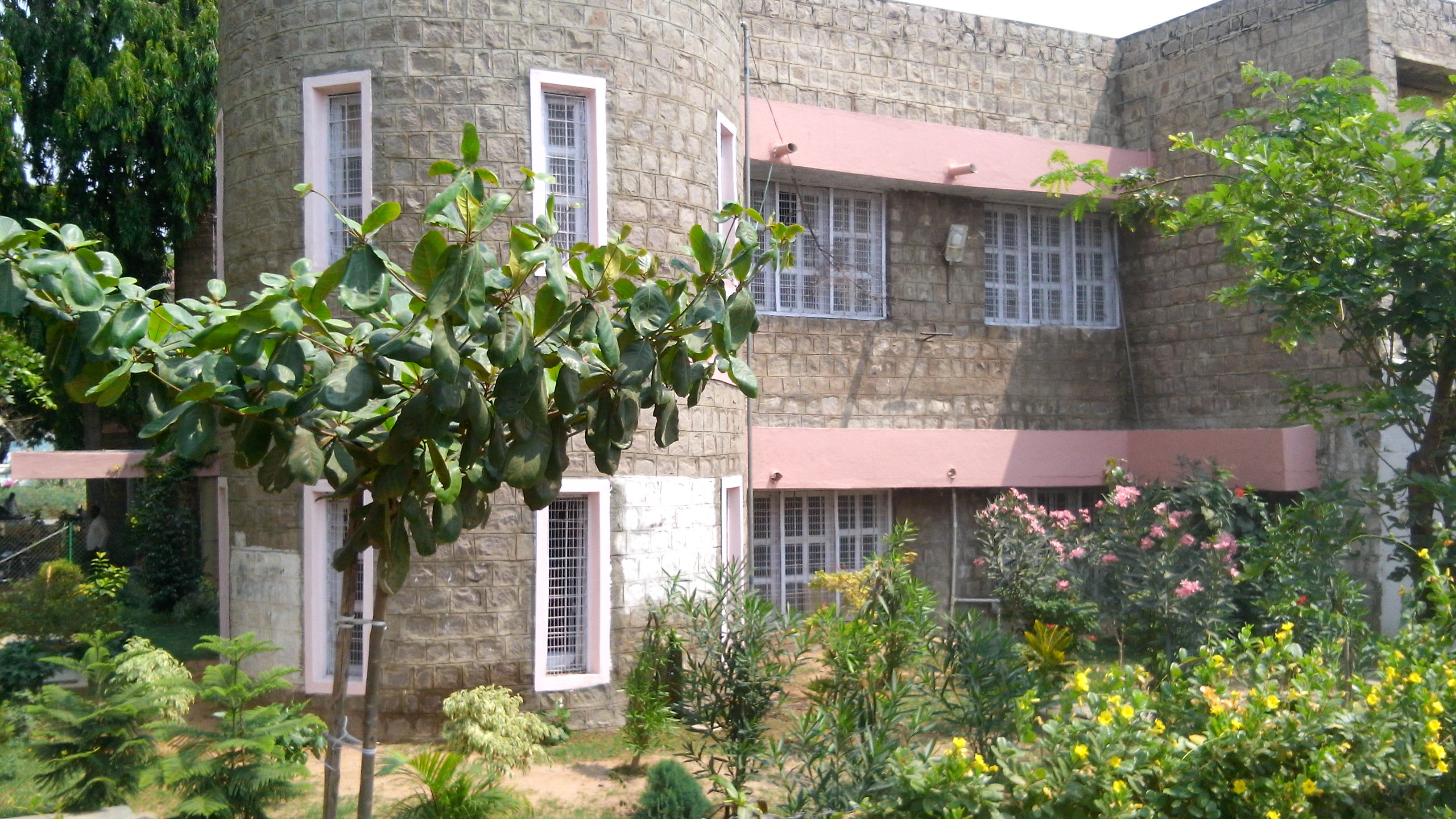
ペヌコンダのバスステーション

ペヌコンダ（英語：Penukonda）は、南インドのアーンドラ・プラデーシュ州、アナンタプル県の都市。

## 歴史
1565年1月にヴィジャヤナガル王国軍がデカン・スルターン朝連合軍にターリコータの戦いで敗北したのち、首都ヴィジャヤナガルが脅かされると、ティルマラ・デーヴァ・ラーヤは王都から南のペヌコンダに遷都した。
1592年、ティルマラ・デーヴァ・ラーヤの息子ヴェンカタ2世はビジャープル王国、ゴールコンダ王国に対抗するため、王都をさらに南のチャンドラギリに移した。